# Go Daddy
Go Daddy je americký majoritní registrátor internetových domén. Společnost byla založena v roce 1997. V roce 2010 spravovala více než 45 milionů internetových domén. Go Daddy je čtyřikrát větší než její nejbližší konkurent.
Společnost začala v roce 2005 využívat reklamu na Super Bowl. Od té doby rozšířila svoje podnikání i na sponzorování sportovních událostí.

## Reakce na zákon SOPA
V roce 2011 společnost podpořila přijetí zákona SOPA. V reakci na 36 tisíc vlastníků domén změnilo svého registrátora a přešlo pod jinou společnost. I když tento odchod znamenal ztrátu pouze něco málo přes 0,2 procent všech domén spravovaných Go Daddy, společnost svůj postoj k zákonu nakonec přehodnotila.